# 豊浜ちょうさ祭
豊浜ちょうさ祭（とよはまちょうさまつり）は、香川県観音寺市豊浜町で行われる祭礼。

## 概要
香川県観音寺市豊浜町で、毎年10月の第2日曜日を含む金・土・日の3日間に行われる。
中でも三日目に一宮神社で行われる「担きくらべ（かきくらべ）」が、祭のハイライトである。

## 祭礼の見所
| 日時                      | 場所           | 内容                 | 備考 |
| ------------------------- | -------------- | -------------------- | ---- |
| 10月第2金曜日12:00～      | 豊浜八幡神社   | 御神輿宮出し         |      |
| 10月第2土曜日11:30～      | 七福神社       | ちょうさ集合         |      |
| 14:00～15:30              | 豊浜八幡神社   | ちょうさ集合         |      |
| 16:30～18:30              | 和田お祭り広場 | ちょうさ集合         |      |
| 19:00～                   | 豊浜八幡神社   | ちょうさ集合         |      |
| 10月第2日曜日10:00～11:20 | 神田神社       | 神田神社御神輿船渡御 |      |
| 11:30～                   | 和田お祭り広場 | 和田地区ちょうさ集合 |      |
| 13:00～                   | 七福神社       | 箕浦地区ちょうさ集合 |      |
| 12:30～13:30              | 豊浜港         | 八幡神社御神輿船渡御 |      |
| 14:00～16:30              | 一宮神社       | ちょうさ集合         |      |
| 19:00～21:00              | 豊浜八幡神社   | 御神輿宮入り(おいり) |      |

## ちょうさ
ちょうさ(太鼓台)とは、太鼓台となる山車のことで、揃いの法被でちょうさを担ぎ、太鼓を鳴らしながら各地区を練り歩く。

## ちょうさ一覧

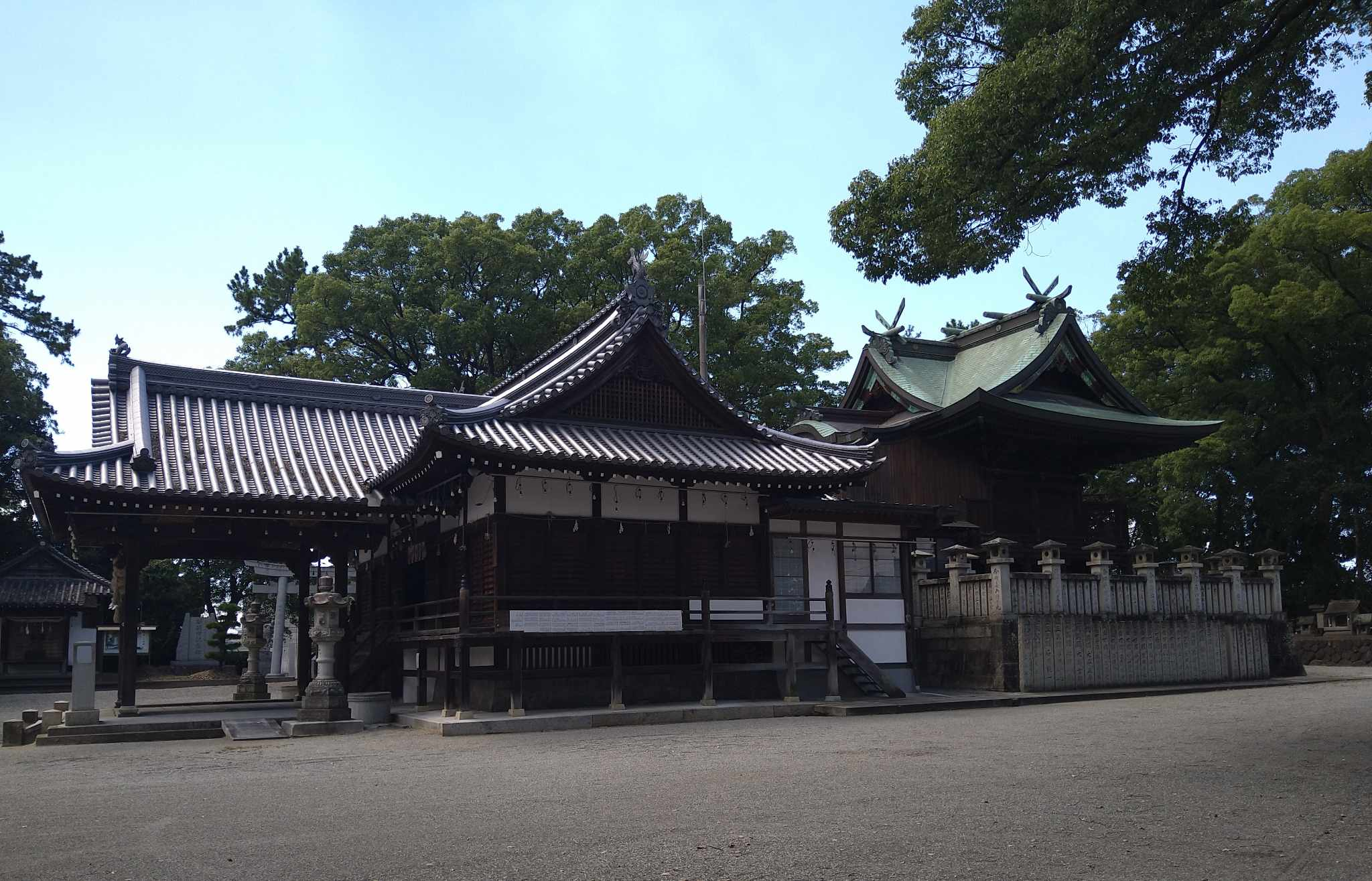
豊浜八幡神社
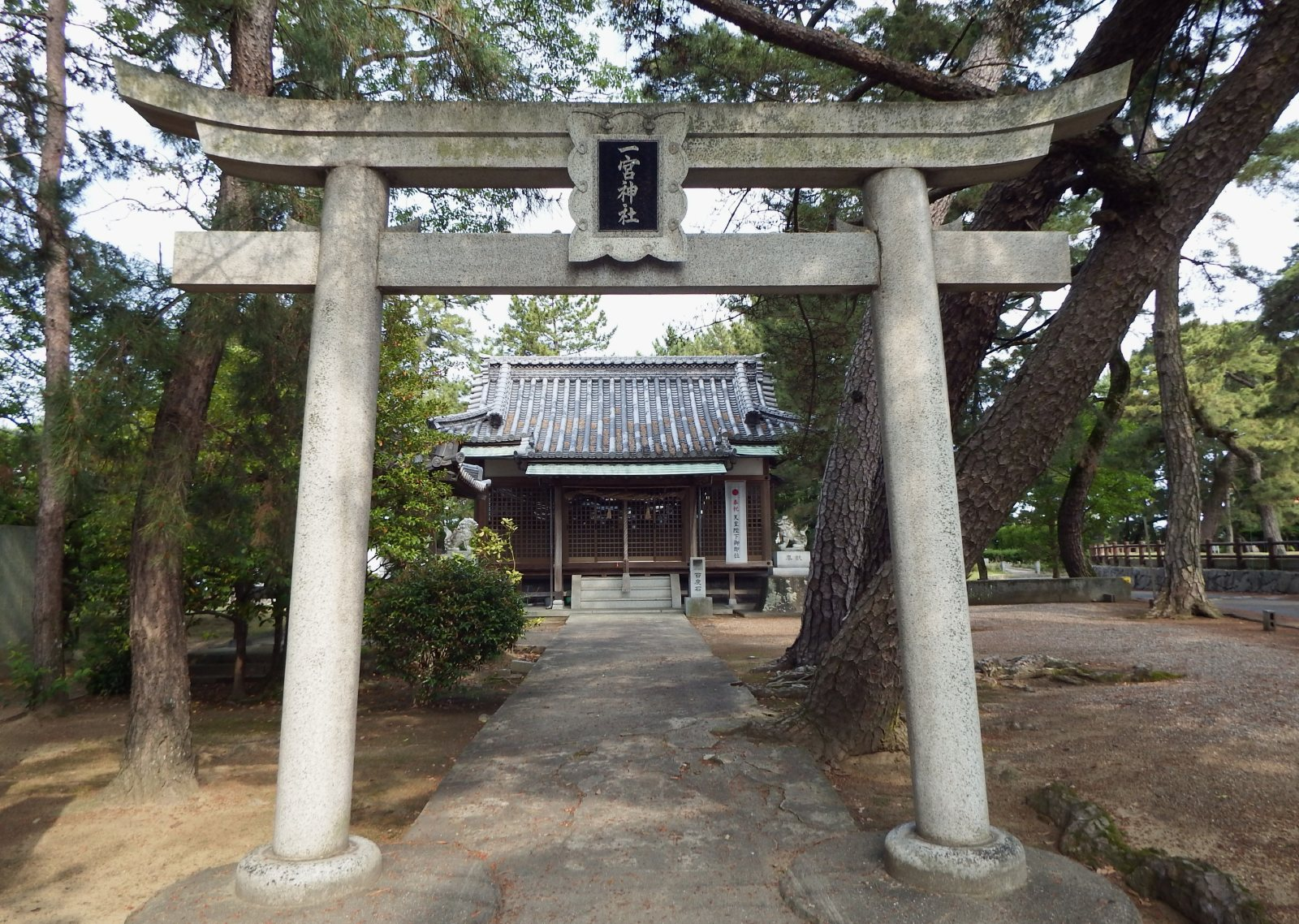
一宮神社

| 番号 | 名前             | 別名       | 地区   | 町内会             | 備考              |
| ---- | ---------------- | ---------- | ------ | ------------------ | ----------------- |
| 1    | 五軒屋           |            | 姫浜   | 五軒屋             | 昭和52年～        |
| 2    | 雲岡             |            | 和田   | 雲岡               | 昭和30年～        |
| 3    | 長谷             | 昇鯉太鼓   | 和田   | 長谷               | 明治40年頃～      |
| 5    | 城の端           | 城太鼓     | 和田   | 院内、野々池、大坪 | 昭和51年～        |
| 6    | 梶谷             | 大和太鼓   | 和田   | 梶谷               | 明治20年頃～      |
| 7    | 林               | 美和太鼓   | 和田   | 林                 | 昭和56年～        |
| 8    | 道溝             | 旭太鼓     | 和田   | 道溝               | 明治20年頃～      |
| 10   | 本村             | 克己太鼓   | 和田   | 本村               | 江戸時代～        |
| 11   | 直場             | 魁太鼓     | 和田   | 直場               | 最初に太鼓を作成  |
| 12   | 大平木           | 大若太鼓   | 和田   | 大平木             | 江戸時代～        |
| 13   | 岡               |            | 和田   | 岡                 | 明治20年頃～      |
| 15   | 上田井           |            | 和田浜 | 上田井             | 昭和49年～        |
| 16   | 本町             | 朝日太鼓   | 和田浜 | 本町               | 江戸時代～        |
| 17   | 中之町           | 雲龍太鼓   | 和田浜 | 中之町             | 江戸時代～        |
| 18   | 東町             | 吾妻太鼓   | 和田浜 | 東町               | 嘉永4年(1851年)～ |
| 20   | 港町             | 美奈登太鼓 | 和田浜 | 港町               | 明治20年頃～      |
| 21   | 南               | 南陽太鼓   | 姫浜   | 南                 | 明治時代～        |
| 22   | 須賀             |            | 姫浜   | 須賀               | 明治30年頃～      |
| 23   | 東浜             | 浜の太鼓   | 姫浜   | 東浜               | 明治21年頃～      |
| 25   | 北原             | 玄武太鼓   | 姫浜   | 北原               | 明治30年頃～      |
| 26   | 関谷             |            | 箕浦   | 関谷               |                   |
| 27   | 恵比寿           |            | 箕浦   | 堀切、西原         | 明治時代～        |
| 28   | 箕浦             |            | 箕浦   | 箕浦               | 明治時代～        |
| 番外 | 中之町子供雲龍   |            | 和田浜 | 中之町             |                   |
| 番外 | 須賀子供ちょうさ |            | 姫浜   | 須賀               |                   |

- 豊浜八幡神社
- 一宮神社

## ちょうさ会館

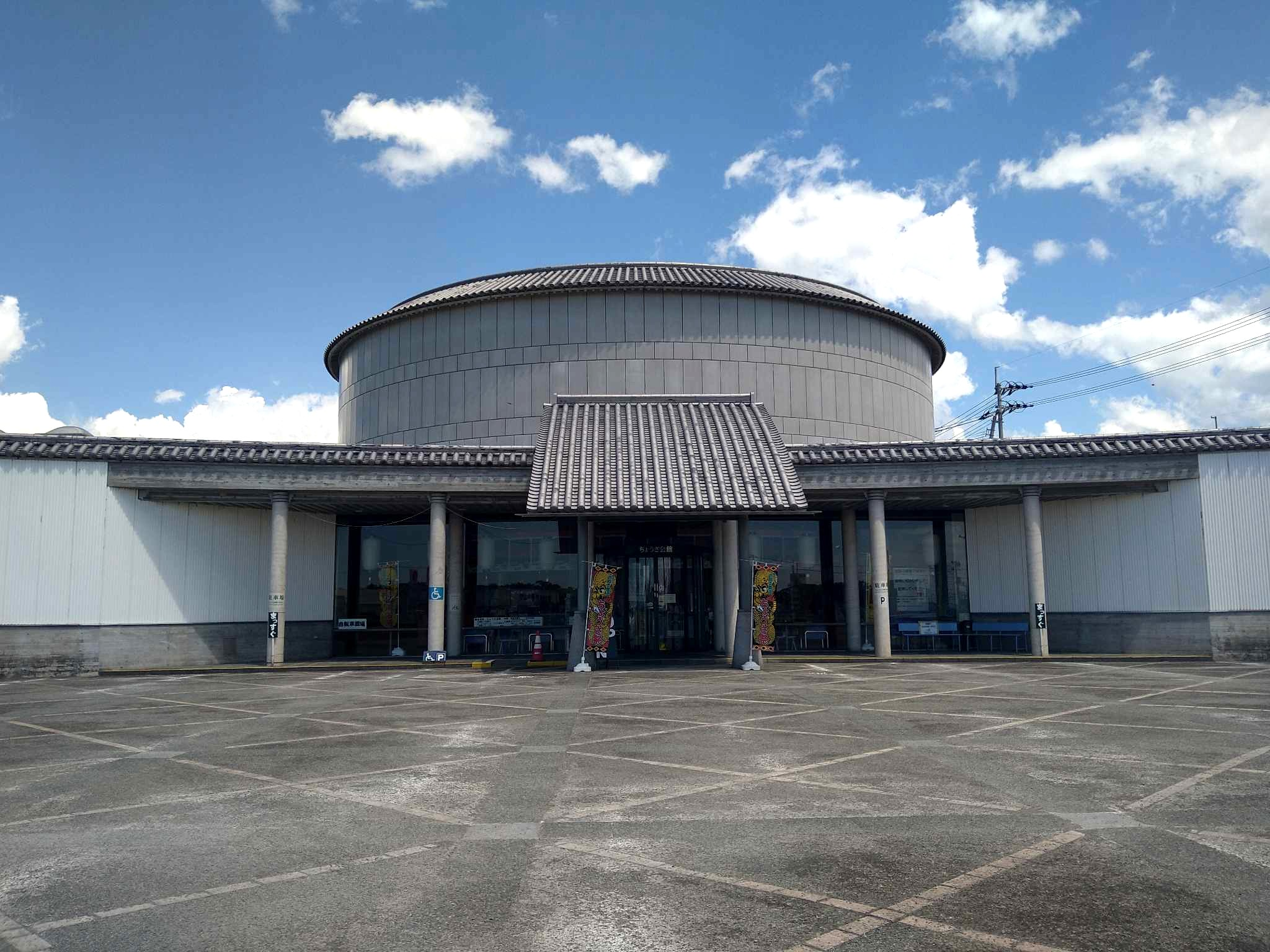
ちょうさ会館

香川県観音寺市豊浜町姫浜９８２にあるちょうさの資料館。
平成5年にオープンした。
館内では、ちょうさ会館用に作成した実物大のちょうさが展示されている。